# Die letzte Nacht der Titanic
Die letzte Nacht der Titanic (Originaltitel: A Night to Remember) ist ein britischer Film des Regisseurs Roy Ward Baker aus dem Jahr 1958. Er behandelt den Untergang des Luxusdampfers Titanic nach der Kollision mit einem Eisberg im Jahr 1912. Als Vorlage diente das vom US-amerikanischen Autor Walter Lord verfasste Sachbuch Die Titanic-Katastrophe. Der dramatische Untergang des Luxusdampfers. (A Night to Remember). Nach diesem Buch war bereits eine Fernseh-Sendung gedreht worden. Bei den Filmarbeiten beriet Joseph Boxhall die Produktion, ein überlebender Offizier der Titanic.
Während in anderen Verfilmungen oftmals fiktive Passagiere im Vordergrund stehen, konzentriert sich dieser Film mehr auf die Schiffsführung und reale Besatzungsmitglieder. Auch die Besatzungen der Schiffe Carpathia und Californian spielen eine Rolle.

## Handlung
In Großbritannien wird ein neues Schiff mit einer Flasche getauft und vom Stapel gelassen, die Titanic. Ferner macht Charles Lightoller, der Zweite Offizier der Jungfernfahrt, mit seiner Frau eine Zugfahrt und wird von einem Passagier belehrt, dass die unsinkbare Titanic eine nationale Errungenschaft sei. In einer Büroszene bei der White Star Line erfahren die Zuschauer, wie viele Passagiere das Schiff aufnehmen wird. Man sieht reiche und arme Passagiere, die sich zum Hafen aufmachen. Auf der Brücke der Titanic begegnen sich der Reeder Ismay, der Schiffsarchitekt Andrews und die Offiziere, darunter Kapitän Smith.
Das Datum „Sunday April 14th“ wird eingeblendet. Sowohl die Titanic als auch ein anderes Schiff, die Californian, erhalten Eiswarnungen von anderen Schiffen. Am späten Abend sieht der Kapitän der Californian durch sein Fernglas „float ice“ und lässt Eisberichte an andere Schiffe funken.
In der Funkkabine der Titanic löst gerade einer der beiden Funker seinen Kollegen von der Schicht ab. Beide mokieren sich über die banalen Nachrichten der reichen Passagiere, die sie versenden müssen. Der abgelöste Titanic-Funker sagt zum anderen, dass er eine Eismeldung der Californian erhalten habe. Sie sei an die Brücke gegangen. Der ablösende Kollege selbst notiert kurz darauf ein Marconigramm über eine Eiswarnung. Weil in diesem Moment neue, zu versendende Nachrichten in die Funkkabine gebracht werden, legt der Funker die soeben notierte Eiswarnung gedankenlos auf einem Stapel ab.
Kapitän Smith kommt auf die Brücke und wird von Offizier Lightoller auf dem Laufenden gehalten. Sie sprechen über einen Temperatursturz nahe auf den Gefrierpunkt. Der Kapitän ordnet an, langsamer zu fahren, sobald auch nur ein Anzeichen von Dunst zu sehen ist. Lightoller lässt den Ausguck anweisen, auch auf kleineres Eis zu achten.
Der Kapitän der Californian befiehlt einen Stopp wegen Feldeises und weist den Funker an, die Titanic darüber zu informieren. Allerdings ist der Funker der Titanic mit dem Versenden von Passagier-Nachrichten beschäftigt. Brüsk weist er den Kontaktversuch von der Californian ab.
Während auf der Titanic alles den gewohnten Gang geht, hat sich der Kapitän der Californian in seiner Kabine hingelegt. Ein Offizier informiert ihn über ein großes Schiff am Horizont und erhält daraufhin den Auftrag, das unbekannte Schiff mit einer Morselampe zu kontaktieren.
Auf der Titanic melden die Männer im Ausguck plötzlich einen Eisberg. Auf der Brücke wird umgehend mit einem Ausweichmanöver reagiert. Dennoch schrammt das Schiff gegen den Eisberg. In den Maschinenraum dringt Wasser ein. Die Schotten gehen herunter. Der Kapitän kommt auf die Brücke, und der Offizier lässt die Maschinen stoppen. Die Passagiere sind unbekümmert, doch Smith erfährt vom Schiffsarchtekten Andrews, dass das Schiff sinken werde und dass nur die Hälfte der Menschen an Bord Platz in den Rettungsbooten finden werde.
Smith erteilt den Offizieren Befehle, die Evakuierung des Schiffes durchzuführen. Eine Panik solle vermieden werden. Die Funker lässt Smith einen Notruf aussenden. Später lässt Smith Notsignalraketen in die Luft schießen, weil er ein unbekanntes Schiff in der Ferne gesehen hat. Den Offizier Lightoller weist Smith an, Frauen und Kinder in die Rettungsboote zu bringen.
Die Männer auf der Californian wiederum wundern sich, warum ein Schiff in der Nacht Raketen abschießt. Das unbekannte Schiff am Horizont habe nicht auf die Morselampe reagiert. Ein Offizier geht zum Funkraum und hört, dass etwas gesendet wird, er will aber den schlafenden Funker nicht wecken.
Die Passagiere erfahren, dass sie sich vorsichtshalber mit Rettungswesten auf das Deck begeben sollen. Nicht alle verstehen Englisch. Nach und nach bemerken auch sie das eindringende Wasser.
Ein weiteres Schiff ist die Carpathia. Ihr Funker hat den Notruf der Titanic erhalten. Als der Kapitän davon erfährt, lässt er die Carpathia sofort zur angegebenen Position eilen.
Auf der Titanic beginnt eine Kapelle zu spielen, und die ersten Passagiere werden in die Boote gelassen. Noch immer verstehen nicht alle Passagiere den Ernst der Lage. Passagiere der dritten Klasse wiederum stehen vor dem vergitterten Zugang zum Deck der ersten Klasse.
Auf der Brücke der Californian heißt es, dass sechs Raketen gesichtet worden sind. Ein Offizier informiert den Kapitän unten in seiner Kabine darüber. Der Kapitän hält sie für eine Art „company signals“ und lässt wieder die Morselampe einsetzen. Der Mann auf der Brücke sagt dem Kollegen, das unbekannte Schiff warne mit den Raketen wohl andere Schiffe vor dem Eis.
Familien auf dem Deck müssen sich trennen. Passagiere der dritten Klasse suchen sich einen Weg durch das Schiff. Die Lage bei den Rettungsbooten wird angespannter. Eine Frau fällt fast zwischen Rettungsbooten in die Tiefe. Lightoller zögert, einen jungen Mann ins Boot zu lassen, der angeblich erst 13 sei, doch lässt es zu. Allerdings zerrt er zwei erwachsene Männer aus einem Boot. Auf der anderen Seite des Schiffes lässt der Offizier hingegen sehr wohl Männer in die Boote.
Ein Besatzungsmitglied feuert die letzte Rakete ab und äußert dem Kapitän gegenüber die Vermutung, dass der „bastard“ (auf dem unbekannten Schiff) wohl in Schlaf gefallen sei. Der Kapitän schaut auf das Licht am Horizont und flucht: „God help you“.
Als das vorletzte Rettungsboot gefiert wird, geht Reeder Ismay noch schnell ins volle Boot, nachdem er sich vergewissert hat, dass niemand mehr in der Nähe sei. Unter dem missbilligenden Blick des Offiziers und der fierenden Männer wird das Boot mit Ismay zu Wasser gelassen.
Beim letzten Rettungsboot kommt es zu Tumulten. Offizier Lightoller schießt vier Warnschüsse aus einer Pistole ab und hält die verbleibende Menge davon ab, das Boot zu stürmen. In den Rettungsbooten wird diskutiert, ob man nicht zu den Ertrinkenden rudern solle, doch ein Besatzungsmitglied warnt davor, dass der Sog des bald sinkenden Schiffes sie erfassen könnte.
Im Salon geht Andrews an einem alten, lesenden Mann vorbei und trifft auf Guggenheim. Dieser und sein Diener haben sich fein angezogen, um wie Gentlemen mit dem Schiff in die Tiefe zu gehen. Einem jungen Paar erklärt Andrews, dass die junge Frau wohl einen Platz in einem der beiden Faltboote erhalten könne, die sich noch auf der Titanic befinden. Ansonsten sollten sie sich langsam vom Schiff abseilen und vom Schiff wegschwimmen.
Noch verbleibende Männer aus dem Maschinenraum werden nach oben gerufen, und auch eindringendes Wasser deutet das baldige Ende an. Der Kapitän entlässt die beiden Funker von ihrer Aufgabe, doch der eine, John, funkt weiter. Beide bemerken, wie ein Mann die Rettungsweste aus der Funkkabine stehlen will, und schlagen ihn nieder. Draußen eilen die verängstigten Passagiere zu dem Teil des Schiffes, der noch aus dem Wasser ragt. Der Kapitän ruft in ein Megaphon: „Abandon ship! Every man for himself!“ Eines der Faltboote fällt auf das Deck. Menschen springen ins Wasser, während sich das junge Paar aus der Salon-Szene abseilen will. Die Musiker auf dem Deck spielen noch als letztes Stück „Nearer my God to thee.“ Der Bassist singt dazu. Smith begibt sich einsam auf die Brücke.
Lightoller und seine Männer werden mit dem letzten Faltboot ins Wasser gespült. Sie schwimmen verzweifelt zum Faltboot, das kieloben treibt. Im Salon schaut der resignierte Andrews auf eine Uhr, die zwei Uhr siebenundzwanzig anzeigt. Auf dem Deck sucht ein kleiner Junge seine Mutter und wird von einem alten Mann entdeckt, der sich seiner annimmt. Passagiere klammern sich verzweifelt am Schiff fest, das immer mehr aus dem Wasser ragt. Immer noch springen Passagiere vom Schiff ins Wasser, und der alte Mann tröstet den kleinen Jungen. Da versinkt die Titanic.
Auf der Californian bemerken die Männer auf der Brücke um zwei Uhr fünfundvierzig, dass das große Schiff vom Horizont verschwunden ist. Der über Sprechrohr befragte Kapitän weist sie lapidar an, es im Logbuch zu vermelden.
Lightoller und andere erreichen das Faltboot. Darauf stehen Männer aus der dritten Klasse, die mit Rudern die hinzukommenden Etrinkenden fernhalten. Lightoller gelangt trotzdem aufs Faltboot und übernimmt das Kommando. Er lässt die Menschen auf dem Boot vorsichtig balancieren und vorwärts rudern. Leichen werden ins Wasser gelassen. Die Menschen auf dem Faltboot erreichen schließlich ein Rettungsboot.
Auf der Brücke der Carpathia spricht man bereits die Möglichkeit an, dass die Positionsangabe falsch gewesen sein könnte. Da erblickt ihr Kapitän einen Eisberg und lässt eine Rakete in die Luft schießen. Auf den Rettungsbooten sieht man die Rakete. Passagiere zünden eine Zeitung und einen Strohhut an, um auf sich aufmerksam zu machen.
Lightoller sinniert darüber, was passiert wäre, wenn die Titanic ein paar Knoten langsamer oder der Eisberg ein wenig früher gesichtet worden wäre. Oder wenn man mehr als die vorgeschriebenen Rettungsboote dabei gehabt hätte.
In einem Saal auf der Carpathia spricht ein Pfarrer ein Gebet. Man sieht die Überlebenden der Titanic. Lightoller wird aus dem Saal zum Kapitän gerufen. Gemeinsam schauen sie auf die Unglücksstelle, wo Gegenstände von der Titanic treiben, darunter ein Schaukelpferd. Der Kapitän berichtet, dass man nur eine Leiche gefunden habe, die übrigen seien mit der Strömung verschwunden. Man werde weiter nach Überlebenden suchen. An Bord seien 705 Überlebende. Aus dem Funkraum kommt ein Bote mit einer Nachricht: Die nahe Californian habe vom Unglück erfahren und fragt, was sie tun könne. Der Kapitän der Carpathia lässt ausrichten, dass alles Menschen mögliche bereits getan worden sei. Ein Text informiert zum Schluss, dass nach dem Unglück die Sicherheitsbestimmungen zur See verbessert worden seien.

## Hintergrund
Unter Berufung auf Augenzeugenberichte versuchte der Regisseur Roy Ward Baker eine möglichst authentische Nacherzählung der Ereignisse. Als Berater beteiligte Baker damals 64 Überlebende des Unglücks. Der Autor der Buchvorlage Walter Lord war – trotz der Namensähnlichkeit – kein Verwandter von Stanley Lord, dem Kapitän des Schiffes Californian.
Der in England und Schottland gedrehte Schwarz-Weiß-Film war ein Vorbild für James Camerons 1997 entstandene Verfilmung Titanic, was auch daran zu erkennen ist, dass viele Szenen und Dialoge beider Filme auffallende Ähnlichkeiten aufweisen. Der Schauspieler Bernard Fox, der in diesem Film den Ausguck Frederick Fleet verkörperte, wirkte auch in Camerons Film mit und spielte dort den 1st-Class-Passagier Col. Archibald Gracie.
Die Dreharbeiten begannen am 15. Oktober 1957 und dauerten bis zum 5. März 1958. Als Kulisse für die Szenen auf dem Bootsdeck diente der kurz vor der Abwrackung stehende ehemalige Ozeandampfer Asturias. Während auf der Steuerbordseite die Arbeiter bereits mit der Demontage beschäftigt waren, wurden auf der Backbordseite die Einstellungen mit den Rettungsbooten gedreht. Weitere Rettungsboot-Szenen wurden in einer kalten Novembernacht am Badesee Ruislip Lido gedreht, da es kein ausreichend großes Wasserbassin in den Pinewood Studios gab.
In den Film wurden mehrere Aufnahmen des 1943 entstandenen NS-Propagandafilms Titanic eingeschnitten. Dabei handelt es sich um Szenen mit dem Modell des Schiffes. Allgemein wird das Innere des Schiffes zum ersten Mal im Film zumindest im Wesentlichen zutreffend dargestellt, wenngleich es noch an einigen Stellen vom Original abweicht: So wird etwa ein Kinderspielzimmer gezeigt, das es auf der Titanic nicht gegeben hat, und die Kabine der Funker ist viel größer als in der Realität.
Bemerkenswert am Film ist, dass reale Besatzungsmitglieder viel Bildschirmzeit erhalten, während in anderen Verfilmungen oftmals (fiktive) Passagiere im Mittelpunkt stehen. Als positiv dargestellter Protagonist erscheint der Zweite Offizier Lightoller; er war das höchstrangige Besatzungsmitglied, das das Unglück überlebt hat. Der Zusammenstoß mit dem Eisberg ereignet sich noch im ersten Drittel des Filmes.
Als überaus wichtig wird zuvor dargestellt, dass der Funker Phillips eine Eiswarnung erhält, diese aber wegen Arbeitsüberlastung auf einem Stapel ablegt und nicht dem Kapitän zukommen lässt. Damit folgt der Film einer umstrittenen Zeugenaussage von Lightoller, der dies angeblich von Phillips auf einem Rettungsboot erfahren haben will. Wie auch in anderen Filmen wird überhaupt nur ein Teil der Eiswarnungen erwähnt, welche die reale Titanic erhalten hat. Die Schiffsführung nahm Eiswarnungen tatsächlich nicht besonders ernst, da sie glaubte, einen Eisberg rechtzeitig sichten zu können, um ihm auszuweichen.
Besonders ist die Aufmerksamkeit für die Californian, die sich in relativer Nähe zur Titanic befunden hat. Ihr müder und abwartender Kapitän Lord erscheint als das Gegenbild zum energischen Kapitän Arthur Rostron der Carpathia, der sofort die Rettung der Titanic-Überlebenden einleitet. Eine Negativfigur aus anderen Filmen, der Reederei-Direktor J. Bruce Ismay, wirkt zuweilen übertrieben selbstbewusst oder unbeholfen, aber nicht unbedingt als unsympathisch. Wie in anderen Verfilmungen ist Kapitän Smith von der Titanic eine positive Figur. Zwischen Smith und Ismay gibt es keine Uneinigkeit etwa über die Geschwindigkeit des Schiffes.

## Veröffentlichung
Der Kinostart des Films in der Bundesrepublik Deutschland war am 26. März 1959, die Fernseh-Erstausstrahlung am 24. Oktober 1970 im Programm der ARD Das Erste. Im DFF war der Film bereits am 24. November 1967 erstmals zu sehen.

## Synchronisation
Die deutschsprachige Synchronfassung entstand bei der Rank Film Synchronproduktion, Hamburg. Erwin Bootz schrieb das Dialogbuch und Edgar Flatau führte Regie.
| Figur                            | Darsteller        | Deutscher Sprecher     |
| -------------------------------- | ----------------- | ---------------------- |
| 2. Offizier Charles Lightoller   | Kenneth More      | Sebastian Fischer      |
| Mr. Clarke                       | Ronald Allen      | Günther Dockerill      |
| Mrs. Elizabeth Lucas             | Honor Blackman    | Eva Maria Bauer        |
| Capt. Rostron (Carpathia)        | Anthony Bushell   | Erwin Linder           |
| Mr. Murphy                       | John Cairney      | Hans Joachim Schmiedel |
| Mrs. Clarke                      | Jill Dixon        | Karen Hüttmann         |
| Mrs. Sylvia Lightoller           | Jane Downs        | Roswitha Krämer        |
| Thomas Andrews                   | Michael Goodliffe | Richard Münch          |
| Oberfunker Jack Phillips         | Kenneth Griffith  | Holger Hagen           |
| Lady Richard                     | Harriette Johns   | Marlene Riphahn        |
| Bruce Ismay                      | Frank Lawton      | Joseph Offenbach       |
| 1. Offizier William M. Murdoch   | Richard Leech     | Heinz Reincke          |
| Funkmaat Harold Bride            | David McCallum    | Wolfgang Rottsieper    |
| Funker Harold Cottam             | Alec McCowen      | Dietrich Haugk         |
| Molly Brown                      | Tucker McGuire    | Jo Wegener             |
| Robbie Lucas                     | John Merivale     | Paul Edwin Roth        |
| Capt. Edward John Smith          | Laurence Naismith | Heinz Klevenow         |
| Capt. Stanley Lord (Californian) | Russell Napier    | Rolf Mamero            |
| Benjamin Guggenheim              | Harold Goldblatt  | Helmuth Gmelin         |
| Chefingenieur Joseph Bell        | Andrew Keir       | Joachim Rake           |
| Funker Cyril Evans (Californian) | Geoffrey Bayldon  | Walter Klam            |

## Kritiken
„Unter Berufung auf Augenzeugenberichte werden die drei Stunden zwischen Kollision und Versinken detailreich geschildert – wobei man die Schuldfrage auffallend zurückhaltend behandelt und überhaupt wenig Wert auf die menschliche Problematik der Situation legt. Deutlich profilloser als Negulescos ‚Untergang der Titanic‘.“

„Kein sonderlich bemerkenswerter, gleichwohl ordentlich gemachter spannender Unterhaltungsfilm.“

„Der Film von 1958 wurde von Kritikern besonders für seine historische Genauigkeit gelobt und gilt bis heute als eine der besten ‚Titanic‘-Verfilmungen.“

## Auszeichnungen
Der Film erhielt 1959 einen Golden Globe als Bester ausländischer englischsprachiger Film.

## Medien
- Die letzte Nacht der Titanic. DVD, Euro Video 2005
- William Alwyn: A Night to Remember. Main Title. Auf: The Film Music of William Alwyn, Vol. 2. Chandos, Colchester 2001, Tonträger-Nr. CHAN 9959 – digitale Neueinspielung von Auszügen der Filmmusik durch das BBC Philharmonic unter der Leitung von Rumon Gamba